# Leonídio Bouças
 Leonídio Henrique Corrêa Bouças  (Pompéu, 9 de novembro de 1961) é um político brasileiro. Atualmente é deputado estadual pelo MDB. 
Nas eleições de 2018, foi candidato a reeleição pelo MDB e foi reeleito com 52.624 votos. 